# Morti nel 2016/Maggio
| Questa pagina contiene informazioni ricavate automaticamente dalle voci biografiche con l'ausilio del template Bio e di un bot. L'aggiornamento è periodico e automatico e ricostruisce completamente la pagina. Se manca una persona in questa lista, sei pregato di non aggiungerla, ma accertati piuttosto che la sua voce biografica contenga il template Bio e che i dati anagrafici siano correttamente compilati. Se il template Bio manca, inseriscilo tu stesso o, in alternativa, metti l'avviso {{tmp\|Bio}} che ne segnala la mancanza. Se i dati riportati sono sbagliati, correggi direttamente la voce biografica; le modifiche saranno visibili in questa lista entro pochi giorni. Per chiarimenti vedi il progetto biografie. La lista contiene solo le 158 persone che sono citate nell'enciclopedia e per le quali è stato implementato correttamente il template Bio. Pagina aggiornata al 10 ago 2025. |

- 1º maggio - Solomon Golomb, matematico statunitense (n. 1932)
- 1º maggio - Ichiro Hasegawa, docente giapponese (n. 1928)
- 1º maggio - Madeleine LeBeau, attrice francese (n. 1923)
- 1º maggio - Merv Lincoln, mezzofondista australiano (n. 1933)
- 2 maggio - Al Ferrari, cestista statunitense (n. 1933)
- 2 maggio - Ugo Guarino, pittore, scultore e disegnatore italiano (n. 1927)
- 2 maggio - Jacky Lee, giocatore di football americano statunitense (n. 1938)
- 2 maggio - Myles McKeon, vescovo cattolico irlandese (n. 1919)
- 2 maggio - Afeni Shakur, politica e imprenditrice statunitense (n. 1947)
- 2 maggio - Nelie Smith, rugbista a 15 e allenatore di rugby a 15 sudafricano (n. 1934)
- 3 maggio - Kaname Harada, aviatore e militare giapponese (n. 1916)
- 3 maggio - Gino Zanna, bobbista italiano (n. 1925)
- 4 maggio - Ángel de Andrés López, attore spagnolo (n. 1951)
- 4 maggio - Olli Arppe, cestista finlandese (n. 1930)
- 4 maggio - Jean-Baptiste Bagaza, politico e militare burundese (n. 1946)
- 4 maggio - Bob Bennett, politico statunitense (n. 1933)
- 4 maggio - Giuseppe Faraca, ciclista su strada italiano (n. 1959)
- 4 maggio - Alina Moradei, attrice e doppiatrice italiana (n. 1928)
- 4 maggio - Alberto Piferi, sceneggiatore, dialoghista e linguista italiano (n. 1929)
- 4 maggio - Rita Renoir, showgirl, attrice e coreografa francese (n. 1934)
- 4 maggio - Adlan Varaev, lottatore russo (n. 1962)
- 5 maggio - Benito Cocchi, arcivescovo cattolico italiano (n. 1934)
- 5 maggio - Marie Noe, assassina seriale statunitense (n. 1928)
- 5 maggio - Romalı Perihan, soprano e attrice turca (n. 1942)
- 5 maggio - Siné, giornalista e disegnatore francese (n. 1928)
- 5 maggio - Isao Tomita, compositore, tastierista e arrangiatore giapponese (n. 1932)
- 6 maggio - Nico de Bree, calciatore olandese (n. 1944)
- 6 maggio - Candye Kane, cantautrice statunitense (n. 1961)
- 6 maggio - Patrick Ekeng, calciatore camerunese (n. 1990)
- 6 maggio - Luigi Gigante, calciatore e allenatore di calcio italiano (n. 1932)
- 6 maggio - Bill Holman, arrangiatore, compositore e sassofonista statunitense (n. 1927)
- 6 maggio - Margot Honecker, politica tedesca (n. 1927)
- 6 maggio - Larry Pinto de Faria, calciatore brasiliano (n. 1932)
- 6 maggio - Giancarlo Salvi, dirigente sportivo e calciatore italiano (n. 1945)
- 6 maggio - Denis Reed, attore pornografico ceco (n. 1985)
- 6 maggio - Valerij Zujev, allenatore di calcio e calciatore sovietico (n. 1952)
- 7 maggio - Howard Garfinkel, dirigente sportivo statunitense (n. 1929)
- 7 maggio - Mario Hopenhaym, arbitro di pallacanestro uruguaiano (n. 1926)
- 7 maggio - José Roberto Marques, calciatore brasiliano (n. 1945)
- 7 maggio - George Ross, allenatore di calcio e calciatore scozzese (n. 1943)
- 7 maggio - Kōhō Watanabe, monaco buddhista giapponese (n. 1942)
- 8 maggio - Tom M. Apostol, matematico e saggista statunitense (n. 1923)
- 8 maggio - Philippe Beaussant, musicologo e scrittore francese (n. 1930)
- 8 maggio - Roberto Giollo, politico italiano (n. 1943)
- 8 maggio - Nick Lashaway, attore statunitense (n. 1988)
- 8 maggio - Elisa Mainardi, attrice italiana (n. 1930)
- 8 maggio - Dino Menichetti, presbitero e compositore italiano (n. 1918)
- 8 maggio - Olavi Ojanperä, canoista finlandese (n. 1921)
- 8 maggio - William Schallert, attore statunitense (n. 1922)
- 9 maggio - Beverly Bainbridge, nuotatrice australiana (n. 1940)
- 9 maggio - Rex Hughes, allenatore di pallacanestro e dirigente sportivo statunitense (n. 1938)
- 9 maggio - Dennis Nineham, teologo britannico (n. 1921)
- 9 maggio - Fatima Robin's, cantante e circense tedesca (n. 1930)
- 10 maggio - Paolo Granzotto, giornalista, saggista e opinionista italiano (n. 1940)
- 10 maggio - Thomas Luckmann, sociologo e filosofo austriaco (n. 1927)
- 10 maggio - Steve Smith, mountain biker canadese (n. 1989)
- 10 maggio - Riki Sorsa, cantante finlandese (n. 1952)
- 11 maggio - Katherine Dunn, scrittrice statunitense (n. 1945)
- 12 maggio - Alessandro Karađorđević, principe serbo (n. 1924)
- 12 maggio - Bohumil Kubát, lottatore cecoslovacco (n. 1935)
- 12 maggio - Julius La Rosa, musicista e cantante statunitense (n. 1930)
- 12 maggio - Del Latta, politico statunitense (n. 1920)
- 12 maggio - Giuseppe Maiani, antifascista, partigiano e politico sammarinese (n. 1924)
- 12 maggio - Tapio Mäkelä, fondista e dirigente sportivo finlandese (n. 1926)
- 12 maggio - Božidar Matić, politico bosniaco (n. 1937)
- 12 maggio - Giovanni Migliorati, vescovo cattolico e missionario italiano (n. 1942)
- 12 maggio - Susannah Mushatt Jones, supercentenaria statunitense (n. 1899)
- 12 maggio - Georges Sesia, calciatore francese (n. 1924)
- 13 maggio - Alice Florian, tennista jugoslava (n. 1921)
- 13 maggio - Tage Henriksen, canottiere danese (n. 1925)
- 13 maggio - Pinuccio Sciola, scultore italiano (n. 1942)
- 14 maggio - Darwyn Cooke, fumettista e animatore canadese (n. 1962)
- 14 maggio - John Coyle, calciatore scozzese (n. 1932)
- 14 maggio - Engelbert Kraus, calciatore tedesco (n. 1934)
- 14 maggio - Giacomo Leopizzi, politico italiano (n. 1929)
- 14 maggio - Lasse Mårtenson, cantante finlandese (n. 1934)
- 14 maggio - Kay Tuckey, tennista britannica
- 14 maggio - Alvise Zorzi, giornalista, scrittore e biografo italiano (n. 1922)
- 15 maggio - Oya Aydoğan, attrice, conduttrice televisiva e modella turca (n. 1957)
- 15 maggio - Rino Marcelli, attore teatrale italiano (n. 1931)
- 15 maggio - Michael Roberds, attore canadese (n. 1964)
- 16 maggio - Ugo Carcassi, medico italiano (n. 1921)
- 16 maggio - Giovanni Coppa, cardinale e arcivescovo cattolico italiano (n. 1925)
- 16 maggio - Huguette Dreyfus, clavicembalista francese (n. 1928)
- 16 maggio - Romaldo Giurgola, architetto e scrittore italiano (n. 1920)
- 16 maggio - Constant Huysmans, calciatore belga (n. 1928)
- 16 maggio - François Maistre, attore francese (n. 1925)
- 16 maggio - Jim McMillian, cestista statunitense (n. 1948)
- 16 maggio - Piero Zanotto, fumettista, giornalista e scrittore italiano (n. 1929)
- 17 maggio - Guy Clark, cantautore e liutaio statunitense (n. 1941)
- 17 maggio - Yūko Mizutani, attrice e doppiatrice giapponese (n. 1964)
- 17 maggio - Bob Mulvihill, cestista statunitense (n. 1924)
- 17 maggio - Xavier de Planhol, iranista e geografo francese (n. 1926)
- 17 maggio - Müzahir Sille, lottatore turco (n. 1931)
- 17 maggio - Lino Toffolo, attore, cantautore e cabarettista italiano (n. 1934)
- 17 maggio - Gil Ventura, sassofonista italiano (n. 1940)
- 18 maggio - Karen Cloutier, sciatrice alpina canadese (n. 1957)
- 18 maggio - Zygmunt Kukla, calciatore polacco (n. 1948)
- 18 maggio - Fritz Stern, storico tedesco (n. 1926)
- 19 maggio - Alexandre Astruc, regista, sceneggiatore e critico cinematografico francese (n. 1923)
- 19 maggio - Carla Bizzarri, attrice italiana (n. 1920)
- 19 maggio - Nilo Faldon, presbitero e scrittore italiano (n. 1921)
- 19 maggio - Hugh Honour, storico dell'arte e scrittore inglese (n. 1927)
- 19 maggio - Aldo Jacovitti, politico italiano (n. 1923)
- 19 maggio - Marco Pannella, politico e attivista italiano (n. 1930)
- 19 maggio - Armando Romeo, cantautore e compositore italiano (n. 1924)
- 19 maggio - Alan Young, attore, doppiatore e sceneggiatore britannico (n. 1919)
- 20 maggio - Gerrit Bals, calciatore olandese (n. 1936)
- 20 maggio - Kang Sok-ju, politico e diplomatico nordcoreano (n. 1939)
- 21 maggio - Felice Cerri, calciatore italiano (n. 1920)
- 21 maggio - Andrea Maria Erba, vescovo cattolico italiano (n. 1930)
- 21 maggio - Eddie Keizan, pilota automobilistico sudafricano (n. 1944)
- 21 maggio - Akhtar Mansour, politico afghano
- 21 maggio - Nick Menza, batterista statunitense (n. 1964)
- 21 maggio - Bernard Simonay, scrittore francese (n. 1951)
- 21 maggio - Sándor Tarics, pallanuotista ungherese (n. 1913)
- 21 maggio - Franco Valier, rugbista a 15 e dirigente sportivo italiano (n. 1942)
- 22 maggio - Magica Aidan, cantante italiana (n. 1955)
- 22 maggio - Velimir Sombolac, calciatore e allenatore di calcio jugoslavo (n. 1939)
- 22 maggio - Bertalan Szőcs, schermidore ungherese (n. 1934)
- 22 maggio - Bata Živojinović, attore e politico serbo (n. 1933)
- 23 maggio - Giorgio Dal Canto, pittore italiano (n. 1934)
- 24 maggio - Buck Kartalian, attore statunitense (n. 1922)
- 24 maggio - Burt Kwouk, attore britannico (n. 1930)
- 24 maggio - Mell Lazarus, fumettista statunitense (n. 1927)
- 24 maggio - Carola Mazot, pittrice italiana (n. 1929)
- 25 maggio - Giacomo Barabino, vescovo cattolico italiano (n. 1928)
- 25 maggio - Paola Barocchi, storica dell'arte italiana (n. 1927)
- 25 maggio - Claude Boissol, regista e sceneggiatore francese (n. 1920)
- 25 maggio - Ian Gibson, calciatore scozzese (n. 1943)
- 25 maggio - Edmondo Rabanser, hockeista su ghiaccio e allenatore di hockey su ghiaccio italiano (n. 1936)
- 25 maggio - Yang Jiang, scrittrice e traduttrice cinese (n. 1911)
- 26 maggio - Kazimierz Barburski, schermidore polacco (n. 1942)
- 26 maggio - Loris Francesco Capovilla, cardinale e arcivescovo cattolico italiano (n. 1915)
- 26 maggio - Roberto Diem Tigani, compositore e direttore d'orchestra italiano (n. 1954)
- 26 maggio - Theodore Dumitru, allenatore di calcio e dirigente sportivo rumeno (n. 1939)
- 26 maggio - Gustav Meier, direttore d'orchestra e docente svizzero (n. 1929)
- 26 maggio - Wanaro N'Godrella, tennista francese (n. 1949)
- 26 maggio - Arturo Pomar, scacchista spagnolo (n. 1931)
- 26 maggio - Bob Williams, giocatore di football americano statunitense (n. 1930)
- 27 maggio - Gerhard Harpers, calciatore tedesco (n. 1928)
- 27 maggio - František Jakubec, calciatore cecoslovacco (n. 1956)
- 27 maggio - Yushu Kitano, lottatore giapponese (n. 1930)
- 27 maggio - Corrado Pontalti, dirigente sportivo e partigiano italiano (n. 1923)
- 27 maggio - Girolamo Prigione, arcivescovo cattolico italiano (n. 1921)
- 27 maggio - Rocco Sollecito, mafioso italiano (n. 1948)
- 27 maggio - Fernando Wong, cestista e allenatore di pallacanestro messicano (n. 1952)
- 28 maggio - Giorgio Albertazzi, attore e regista teatrale italiano (n. 1923)
- 28 maggio - David Cañada, ciclista su strada spagnolo (n. 1975)
- 28 maggio - Bryce Dejean-Jones, cestista statunitense (n. 1992)
- 28 maggio - Giuseppe Vaccarino, filosofo italiano (n. 1919)
- 30 maggio - Jan Aas, calciatore e allenatore di calcio norvegese (n. 1944)
- 30 maggio - Gianna Chiesa Isnardi, filologa e scrittrice italiana (n. 1949)
- 30 maggio - Maddalena Di Giacomo, editrice e gallerista italiana (n. 1950)
- 31 maggio - Mohamed Abdelaziz, politico sahrāwī (n. 1947)
- 31 maggio - José Miguel Álvarez Pozo, cestista cubano (n. 1949)
- 31 maggio - Corry Brokken, cantante, conduttrice televisiva e giudice olandese (n. 1932)
- 31 maggio - Jim McMullan, attore statunitense (n. 1936)